# نسل ان-پو
نسل ان-پو (به انگلیسی: N-po generation)(هانگول: N포세대؛ Hanja: N抛世代؛ RR: N-posedae، «نسل بیخیال بسیاری چیزها» در کره جنوبی اصطلاح جدیدیست که اشاره به افرادی دارد که از چیزهای زیادی در زندگی دست کشیده‌اند. این نسل ابتدا به عنوان نسل سامپو شناخته شد اما بعدتر مفهومی گسترده‌تر پیدا کرد و به نسلی که از بی‌نهایت چیزها دست‍کشیده شناخته شد. نسل سامپو به نسلی گفته می‌شود که سه چیز را رها کرده‌است: دوران آشنایی، ازدواج و بچه‌دار شدن. نسل اوپو اما دو چیز دیگر را نیز به این لیست اضافه کرده و بیخیال داشتن خانه و شغل شده‌است. نسل چیلپو به نسلی گفته می‌شود که کنار گذاشتن امید/سرگرمی و روابط انسانی را نیز به موارد اوپو اضافه کرده‌اند.
در حال حاضر، بسیاری از جوانان ۲۰ تا ۳۰ ساله در کره جنوبی به این دلیل که از لحاظ اقتصادی توانایی سرپرستی و تشکیل خانواده و حتی پرداخت هزینه‌های خود را ندارند، از آشنایی با جنس مخالف و ازدواج و بچه‌دار شدن صرف نظر می‌کنند. فشارهای اجتماعی مانند افزایش قیمت‌ها، هزینه‌های تحصیل، کمبود شغل و قیمت خانه جزو عواملی است که سبب دامن زدن به این قبیل تصمیمات شده. افراد متعلق به نسل ان-پو به عنوان نسل سامپو نیز شناخته می‍شوند. در اصطلاحی مشابه، ژاپنی‌ها برای اشاره به این دسته از افراد از عبارت نسل ساتوری استفاده می‌کنند.

## پیدایش و گسترش کلمه
این عبارت، اصطلاح جدیدی است که توسط گروه ویژه برنامه‌ریزی کیونگ‌هیانگ شینمون <SpeakingaWelfare Country> در سال ۲۰۱۱ ابداع شد. گروه مطبوعاتی فوق «نسل سامپو» را جوانانی معرفی کرد که به دلیل هزینه‌های گزاف زندگی مانند عدم امنیت شغلی، بازپرداخت وام‌های دانشجویی و اشتغال به مشاغل موقتی و افزایش قیمت مسکن، اموری همچون آشنایی، ازدواج، فرزندآوری، را به تأخیر می‌اندازند. " این اصطلاحی ابداع شده‌است تا نشان دهد بار خانواده‌های کره‌ای که رفاه را بر دوش گرفته‌اند که دولت مسئول نیست، به نقطه بحرانی رسیده‌است و در نهایت به وضعیت فروپاشی شکل سنتی خانواده رسیده‌است. بازار داخلی کره در حال کوچک شدن است و اقتصاد این کشور به صادرات حجیم وابسته است. این کشور را می‌توان به عنوان کشوری تعریف کرد که رکود تورمی در آن به دلیل رشد اقتصادی پایین معمول است و در نتیجه آن دستمزدهای بسیار پایینی پرداخت می‌شود که در کنار افزایش قیمت‌ها هزینه‌های زندگی افزایش میابد و شرایط زندگی اسفناک می‌شود. عبارت فوق از این زمان به بعد از طریق رسانه‌های مختلف، محافل سیاسی و اینترنت به صورت اجتماعی گسترش یافت و به اصطلاحی نمادین برای افشای زندگی جوانان و چالش‌های جامعه ما تبدیل شد. نه تنها کره بلکه ایالات متحده نیز که می‌گوید استقلال فرزندان تا سن ۲۰ سالگی به دلیل بیکاری شدید در دوران متاخر سختتر شده و از این رو نسل هزاره که تا چند سال پیش مورد توجه قرار گرفته بود را می‌توان به نسل سامپو در کره تشبیه کرد.
- جهنم چوسون
- شاغلان فقیر
- نسل سامپو